# 조순
조순(趙淳, 1928년 2월 1일~2022년 6월 23일)은 대한민국의 정치인이다. 서울특별시장, 한국은행 총재 등을 지냈다.
1928년 2월 1일 강원도 주문진 출생이다. 1949년 서울대학교 상과대학 전문부를 졸업하고 육군사관학교의 교관으로 생도들에게 영어를 강의하였다. 미국 유학을 마친 후 1968년부터 1988년까지 서울대학교 경제학과에 교수로 재직했다. 케인즈 학파의 일원으로서 많은 학문적 업적과 제자를 남겨 대한민국 경제학계에서 서강학파와 학현학파에 버금가는 '조순학파'라고 일컬어질 정도의 인맥을 구축하였다.
육사 교관 시절 육사 생도였던 노태우를 가르쳤던 인연으로 1988년에 노태우 정부에 입각하여 1990년까지 경제부총리 겸 경제기획원의 장관을 지냈다. 이후 1992년부터는 한국은행 총재를 지냈고, 한문 고전에도 능했기 때문에 1993년부터 1994년까지 도산서원의 원장을 지냈다. 다음 해인 1995년 정계에 입문하여 민주당에 입당하고 민선 1기 서울특별시장에 당선되었다. 김대중의 정계 복귀 이후 민주당을 탈당하여 무소속으로 지내오다가 1997년 다시 잔류 민주당의 대선 후보로 영입되어 대선레이스에 나섰다. 그러나 군소 정당의 세불리를 느끼고 신한국당의 이회창과 연합하여 합당하고 초대 한나라당 총재가 되었다.
2000년 제16대 총선에서 한나라당에서 공천을 받지 못한 김윤환, 이기택 등과 함께 민주국민당을 구성했으나 정작 본인은 불출마했다. 여기에 민주국민당이 지역구 1석, 전국구 1석을 획득하는 저조한 성적을 기록하자 정계를 은퇴했다. 한편 명지대학교 석좌교수를 지냈고, 서울대학교 경제학부에서 명예교수로 재직하였다.
2022년 6월 23일 서울아산병원에서 노환으로 인해 95세로 타계하였다.

## 학력
- 1946년 경기중학교(현 경기고등학교) 졸업
- 1949년 서울대학교 상과대학 전문부 졸업
- 1951년 육군보병학교 졸업
- 1957년 보든 대학교 경제학 학사
- 1960년 UC 버클리 대학원 경제학 석사
- 1965년 UC 버클리 대학원 경제학 박사

### 명예 박사 학위
- 1994년 보든 대학교 명예법학 박사

## 역대 선거 결과
|  | 42.35% |

|  | 61.10% |

## 소속 정당
| 소속 정당 | 소속 정당  | 소속 기간 | 비고                |
| --------- | ---------- | --------- | ------------------- |
|           | 민주당     | 1995      | 정계 입문           |
|           | 통합민주당 | 1995~1996 | 합당                |
|           | 민주당     | 1996~1997 | 당명 변경           |
|           | 한나라당   | 1997~2000 | 합당                |
|           | 무소속     | 2000      | 탈당                |
|           | 민주국민당 | 2000~2003 | 창당                |
|           | 무소속     | 2003~2022 | 탈당 정계 은퇴 사망 |

## 가족 관계
- 배우자: 김남희 (1931년 ~ 2025년 7월 31일)
  - 아들: 조기송, 조준, 조건, 조승주

## 같이 보기
- 대한민국의 경제부총리
- 대한민국의 기획재정부 장관
- 한국은행 총재
- 서울특별시장
- 강릉시 을
- 강릉시의 국회의원